# Máquina minerva

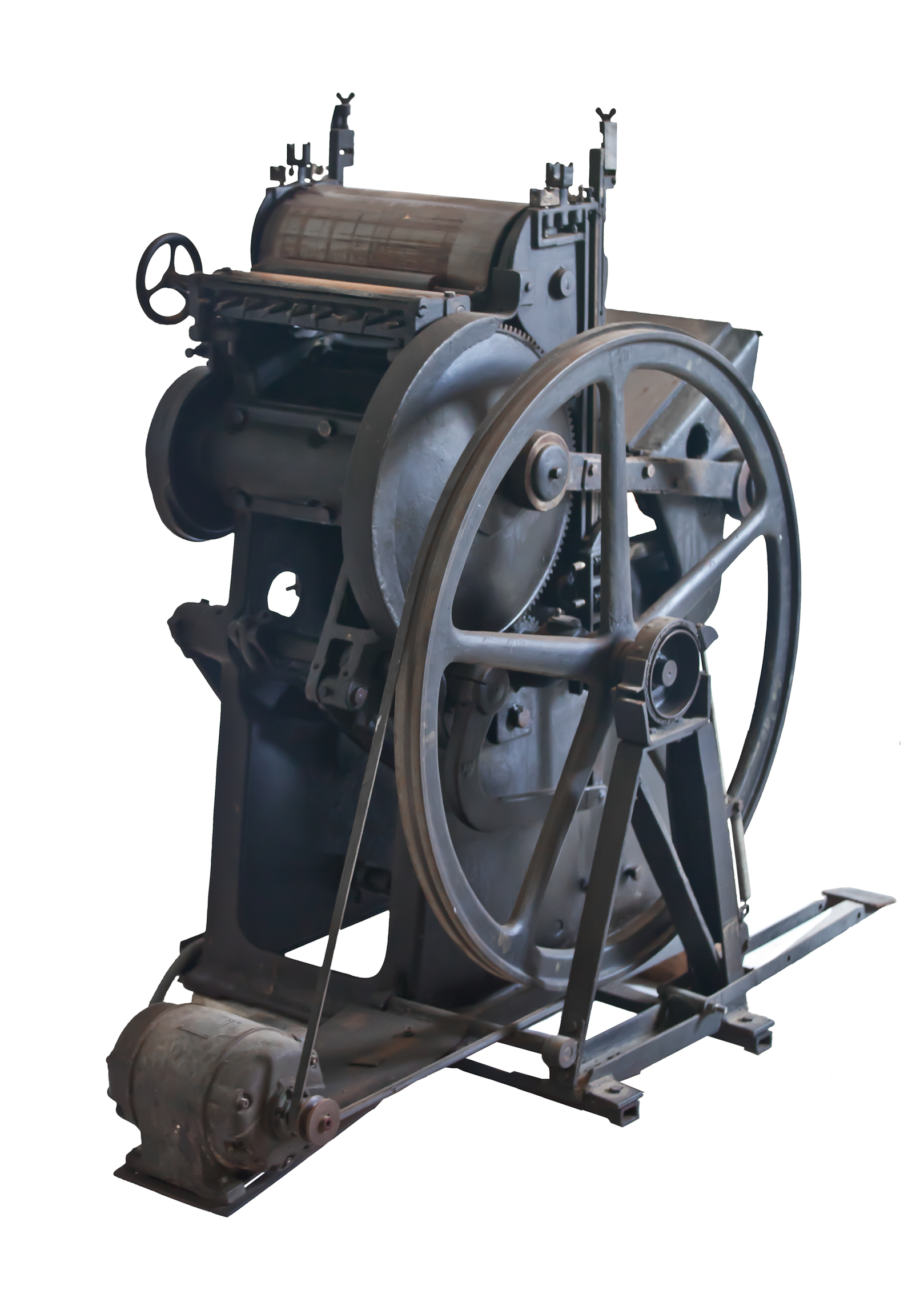
Minerva manual.

La minerva es una máquina tipográfica de pequeñas dimensiones empleada desde finales del siglo XIX. Fue la máquina más empleada en la tipografía hasta que aparecieron las primeras prensas cilíndricas a mediados del siglo XX, en las que el papel se coloca sobre un cilindro que ejerce la presión sobre el molde, y permite una mayor rapidez y tamaño.

## Funcionamiento
Su funcionamiento se basa en la colocación del molde donde están los tipos o grabados a unos rodillos de goma entintados previamente pasan por el molde en la platina o matriz, y en otra parte móvil se coloca el papel (tímpano) Mediante un desplazamiento, el tímpano se une a la platina y le aplica una presión que hace que quede grabado en el papel el motivo a imprimir.

## Modelos

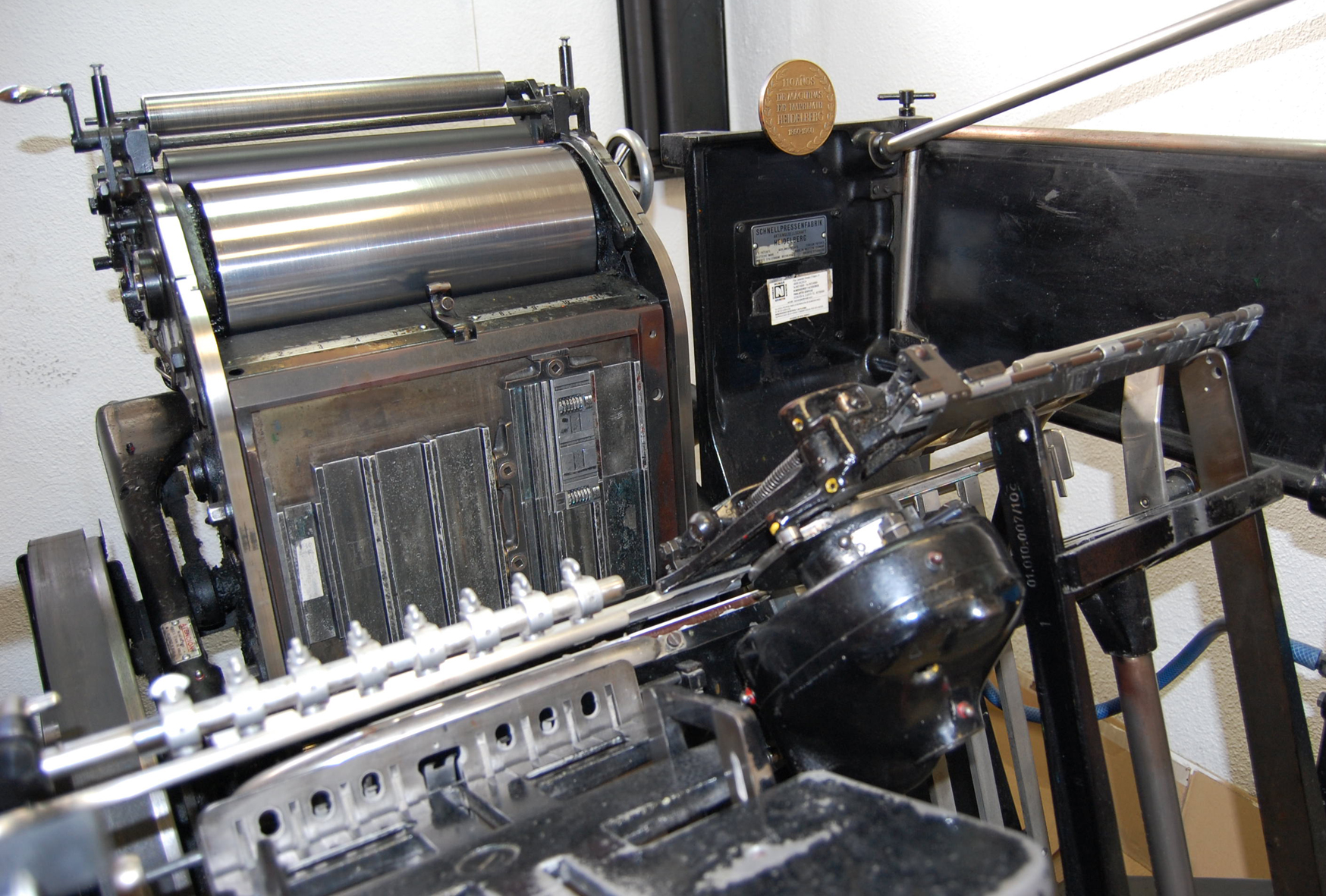
Máquina Heidelberg T.

Existen muchos modelos y marcas de minervas, entre otras:
- ADANA: Una pequeña minerva de sobremesa de mano para formatos muy pequeños.
- Barcino: Minerva de pedal con batería de entintaje
- Nebiolo
- Victoria
- Hispania
- Boston
- Jores
- Heidelberg T: La más famosa de las minervas, con motor y sistema de aspas que coge el papel en una bandeja y lo deja impreso en otra.